# Torget (Hurdal)
Torget este o localitate din comuna Hurdal, provincia Akershus, Norvegia, cu o suprafață de 0,66 km² și o populație de 593 locuitori (2013).